# 霍斯特·卡斯滕
霍斯特·卡斯滕（德語：Horst Karsten，1936年1月1日—），德国男子马术运动员。他曾代表德国联队、西德参加1964年、1968年和1972年夏季奥林匹克运动会马术比赛，获得二枚铜牌。